# Kalina modroplodá

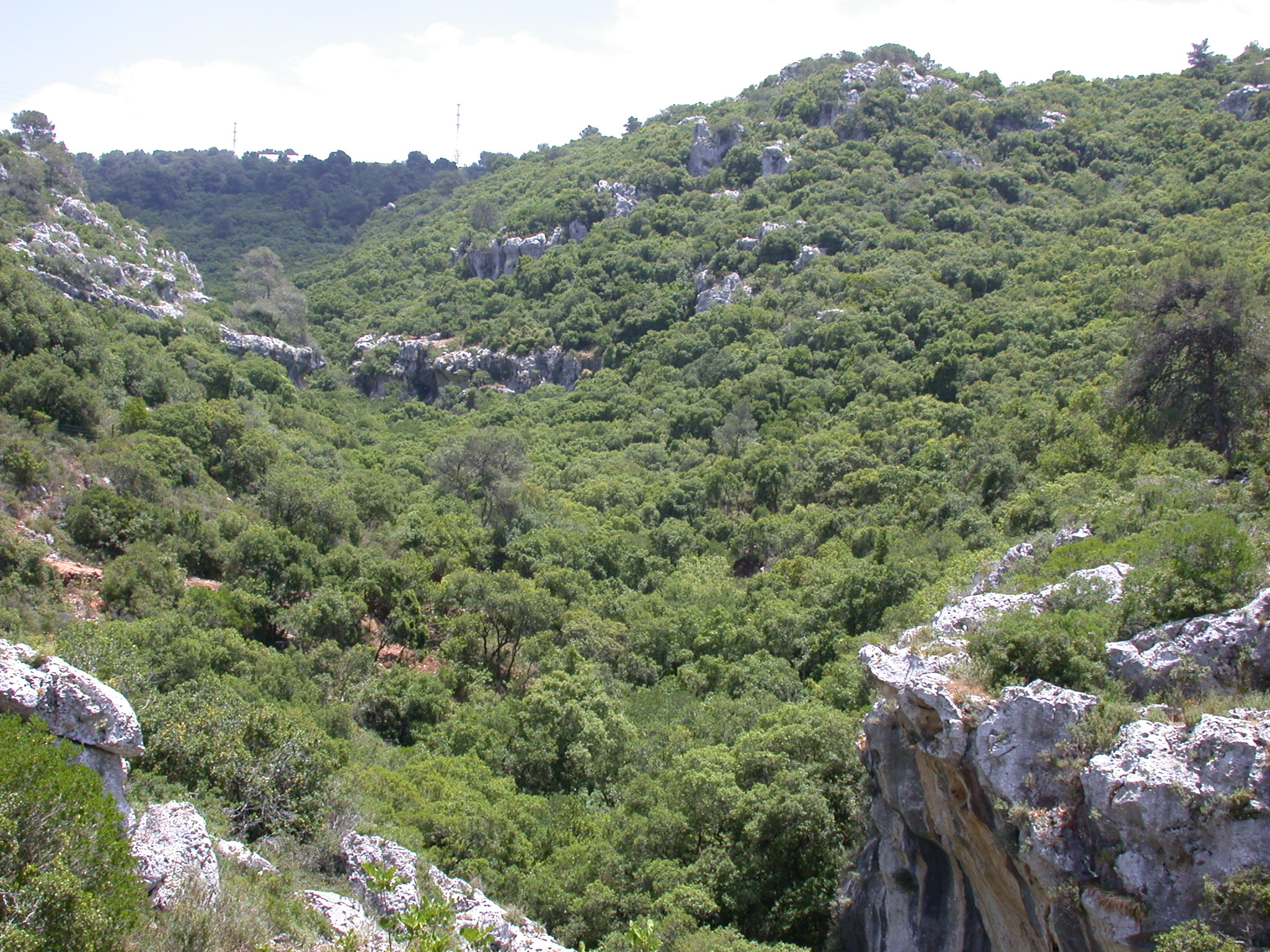
Středomořská vegetace s kalinou modroplodou

Kalina modroplodá (Viburnum tinus) je stálezelený hustý keř rostoucí ve Středomoří a na Kanárských ostrovech. V našich podmínkách je možno ji pěstovat jako kbelíkovou rostlinu.

## Popis
Kalina modroplodá je hustě větvený stálezelený keř dosahující výšky 1 až 6 metrů. Listy jsou vstřícné, 2 až 10 cm dlouhé, kožovité, na líci lesklé, s hustou síťovitou žilnatinou. Čepel listů je okrouhle vejčitá až vejčitě kopinatá, celokrajná. Květy jsou malé, směstnané ve vrcholíku připomínajícím okolík. Koruna je bílá, v poupatech narůžovělá, se zaoblenými cípy, 5 až 9 mm široká. Kvete od ledna do června. Plody jsou oválné, 5 až 8 mm dlouhé, za zralosti kovově modré.

## Rozšíření
Druh roste na stinných vlhkých místech v neopadavých lesích a křovinách. Je rozšířen téměř v celém Středomoří. Na Kanárských ostrovech roste kalina modroplodá kanárská (Viburnum tinus ssp. rigidum), lišící se od typového poddruhu chlupatými letorosty a matnými, na rubu plstnatými listy.

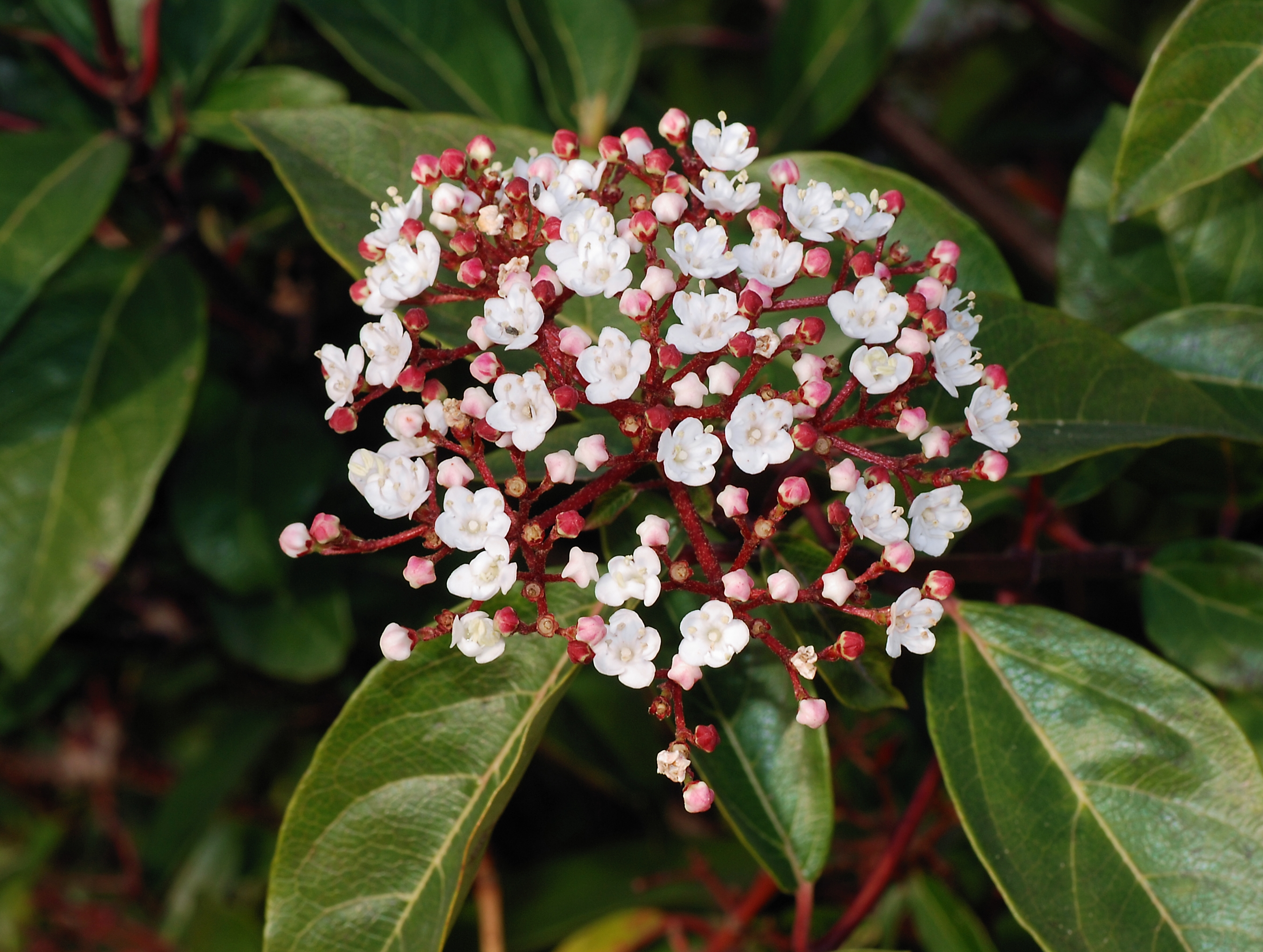
Kvetoucí kalina modroplodá
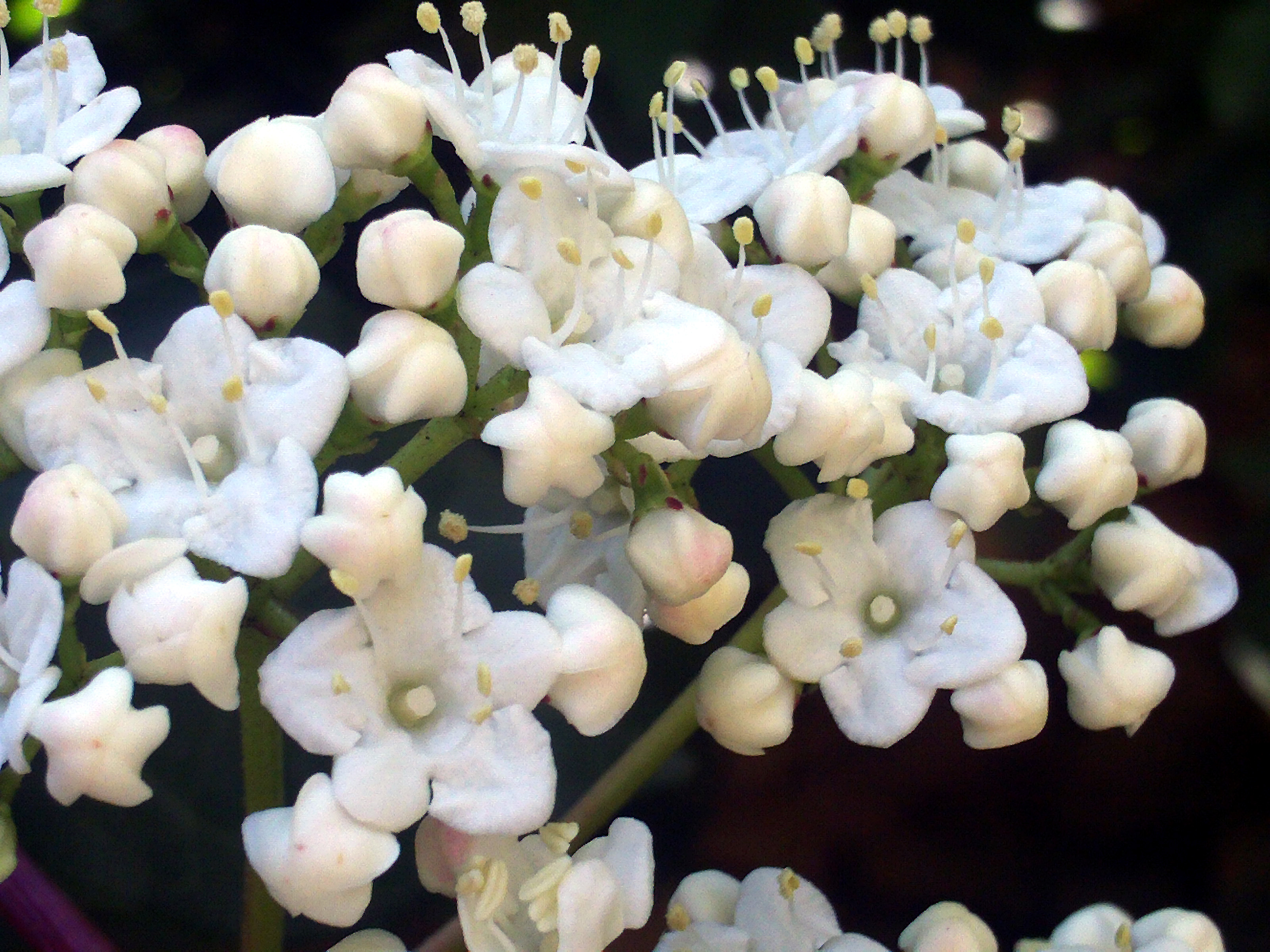
Detail květů kaliny modroplodé
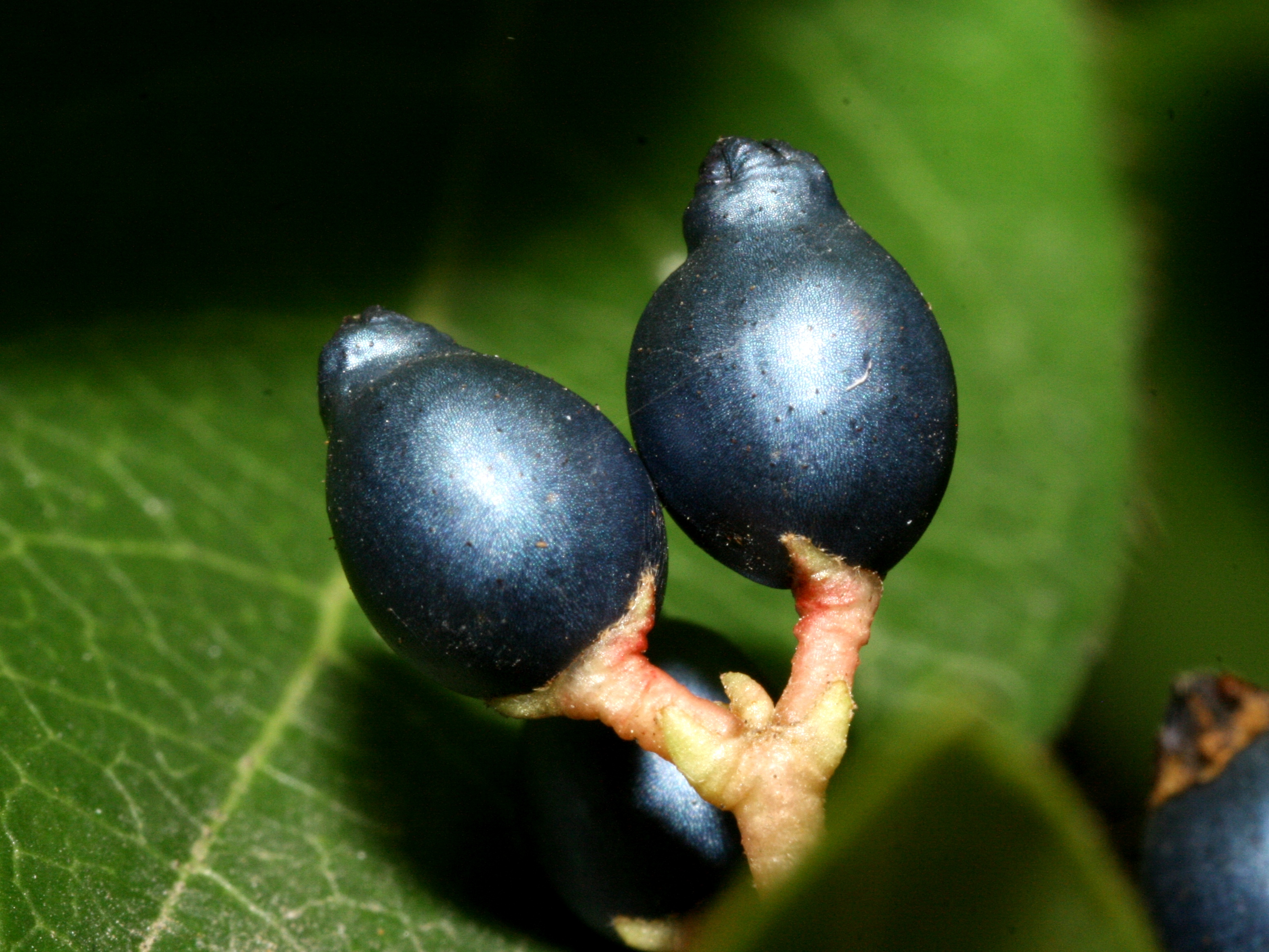
Detail plodů kaliny modroplodé
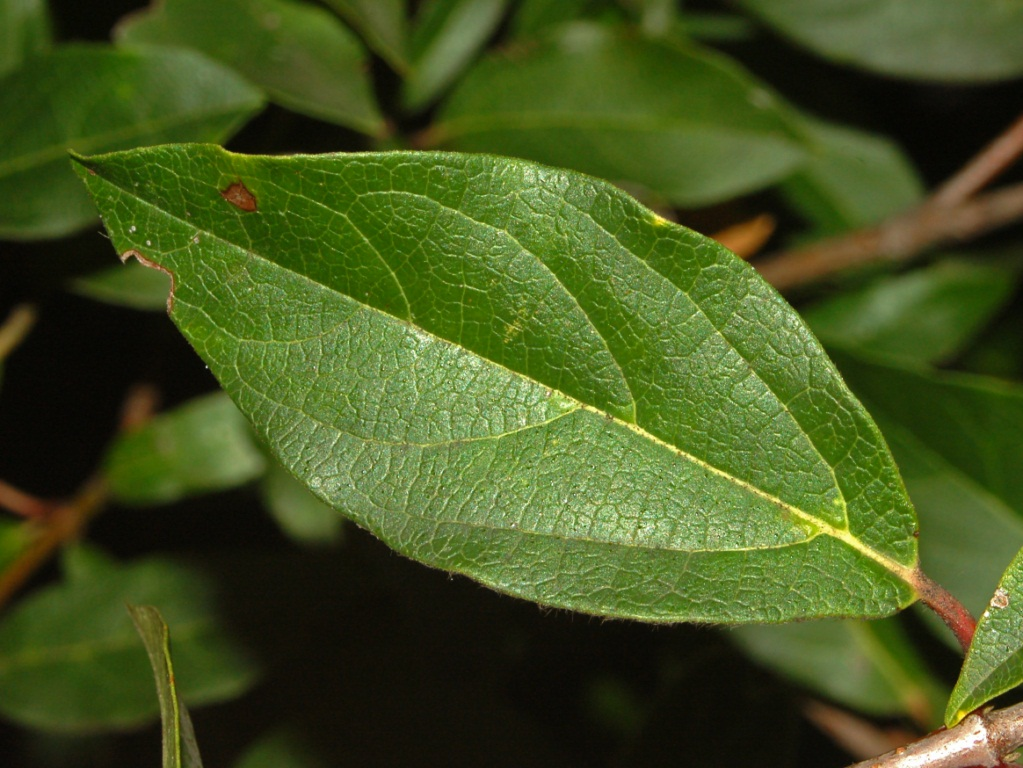
Detail listu kaliny modroplodé

## Význam
V našich podmínkách kalina modroplodá vymrzá, lze ji však pěstovat jako kbelíkovou rostlinu přes léto venku a na zimu v chladné světlé místnosti. V jižní Evropě je pěstována v různých kultivarech jako okrasný keř. Protože dobře snáší řez, je používána do živých plotů. Listy jsou velmi hořké, nálev z nich byl kdysi používán ke snížení horečky a plody jako drastické projímadlo. Rostlina obsahuje hodně tříslovin a byla používána při vydělávání kůží.